# Klitoris
Klitoris nebo také poštěváček je součást pohlavních orgánů v samičím těle savců.
Viditelná část připomínající knoflík je umístěna ve vulvě blízko zevního spojení malých stydkých pysků, nad poševním vchodem. Jeho speciálním úkolem je navození pohlavního vzrušení a orgasmu.

## Etymologie
Slovo klitoris pravděpodobně pochází ze starořeckého κλειτορίς (kleitoris, „kopeček“). Podle jiných teorií je příbuzné ke slovu κλείειν (kleiein; „spojit, uzavřít“), případně κλείς (kleis, „klíč“), což snad značí, že staří Řekové považovali tuto část těla za „klíč“ k ženské sexualitě. Někdy je slovo kleitoris překládáno rovněž jako „ten, který střeží vchod“.
Slovo klitoris lze užít i v ženském rodě (ta klitoris, 2. pád klitoridy); právě tak bývalo užíváno ve starších českých textech.
Slovo „poštěváček“ je odvozeno od dnes již archaického slovesa „poštívat“ = dráždit, rozněcovat spor, popichovat.

## Vývin a vývoj
Ženský klitoris je vývojově shodný s mužským penisem, to znamená, že v embryonálním stavu pochází ze stejné tkáně, která by vytvořila penis. Spouštěč pro vytvoření penisu namísto klitorisu je hormon testosteron. 
Orgán je tvořen topořivými tělísky, tkání bohatou na nervová zakončení a krevní vlásečnice, zajišťující prokrvení. Velmi dobře se proto hodí pro sexuální dráždění.

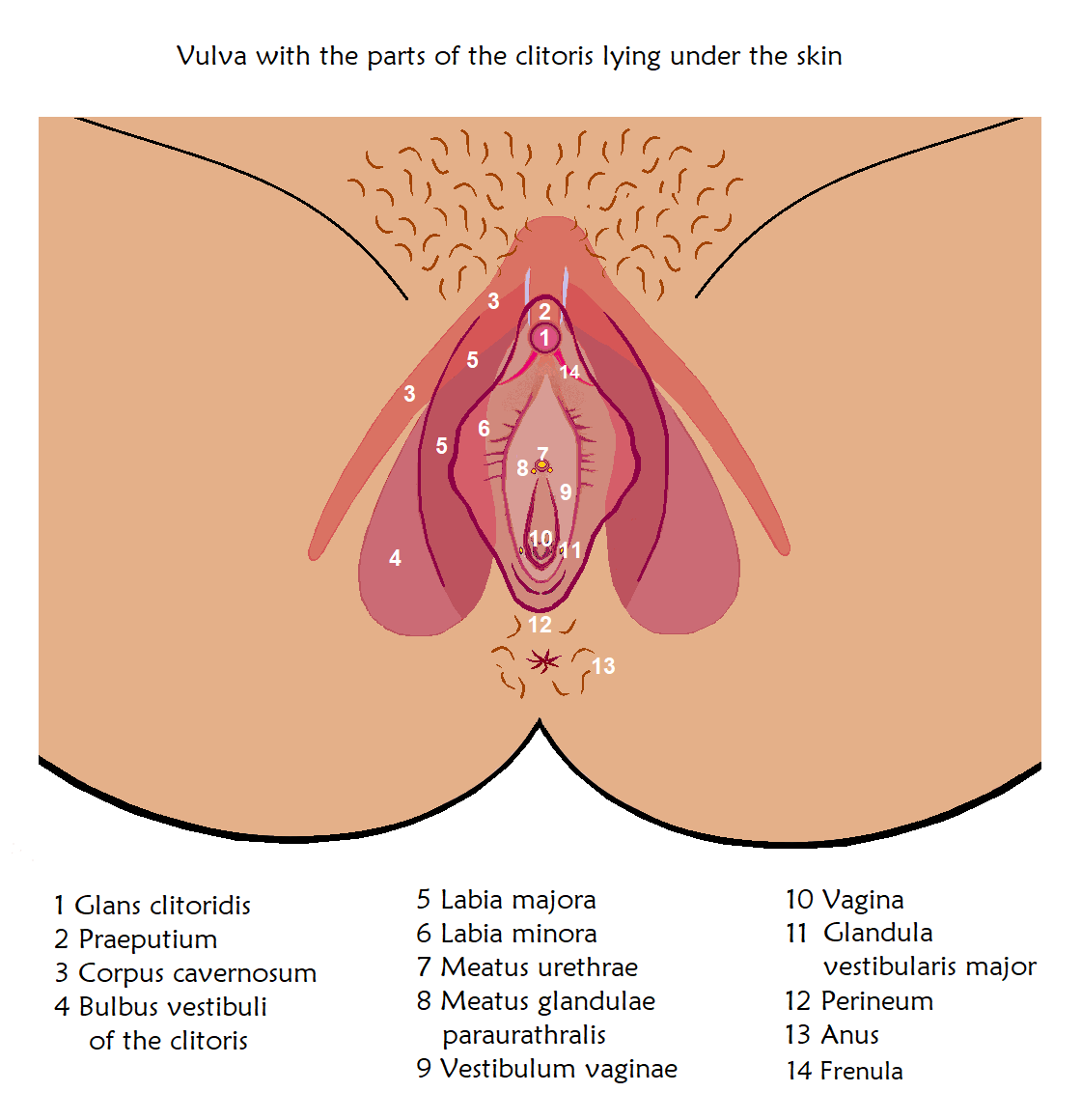

Vnější část klitorisu, takzvaná špička klitorisu, latinsky glans, je zcela nebo částečně překryta předkožkou, podobně jako penis. U lidí vede tělo klitorisu nejprve několik centimetrů vzhůru vpřed (směrem k podbřišku), potom se ohýbá v podstatě opačným směrem. Tělo je složeno ze dvou polovin nazývaných crura (čti krura), v ohybu je připevněno ke stydké sponě a odtud se obdobně jako penis rozbíhá do dvou ramen, připevněných vazy přímo ke stydkým kostem takzvaný bérec. Má tedy tvar obráceného písmene „V“ a vede kolem a uvnitř velkých stydkých pysků.
Uroložka a badatelka Helen O’Connelová z Královské nemocnice v Melbourne roku 1998 veřejně popsala klitoris jako orgán velikostí srovnatelný s mužským penisem. Klitoris popisuje jako citlivou uzlinu složenou z cca 8000 nervových buněk. To je největší koncentrace v lidském těle, dvojnásobně více než v penisu.
Většina klitorisu je zakrytá, vnější stimulace celého klitorisu může vést k hlubším sexuálním zážitkům.
Jedno vysvětlení vaginálního orgasmu říká, že orgasmus pochází z vnější stimulace klitorisu během vaginálního styku.
Při pohlavním vzrušení se klitoris zvětšuje, jak se topořivá tělíska plní krví obdobně jako penis. Těsně před orgasmem se erekce ještě zvětšuje. Hned po orgasmu je klitoris velmi citlivý, za několik minut je však připraven na další stimulaci i další orgasmus.

## Uznání existence
Evropská lékařská literatura uznala existenci klitorisu poprvé v 16. století.
Renaldo Columbus přednášel chirurgii v Padově v Itálii a v roce 1559 publikoval knihu nazvanou De re anatomica, ve které popsal „místo rozkoše ženy“. Columbus napsal: „Neboť nikdo nezná tyto výběžky a jejich funkci, je přípustno pojmenovávat věci mnou objevené, měly by být nazývány láska aneb Venušino potěšení.“
Columbův nástupce v Padově, Gabriele Falloppio, který objevil vaječníky, odporoval s tím, že prvenství za objevení klitorisu náleží jemu.
Caspar Bartholin, dánský anatom 17. století, odmítl obě tvrzení s tím, že klitoris byl znám lékařské vědě již od 2. století.

## Ženská obřízka
Klitoris může být částečně nebo úplně odstraněn při ženské obřízce. Vzhledem k tomu, že se v podstatě jedná o zmrzačení, je toto téma ožehavé a mnoho zemí a kultur tuto tradici odsuzuje. Amnesty International odhaduje, že se každoročně provádí přes 2 miliony ženských obřízek, převážně ve východní a střední Africe.